# PST (企業)
PST株式会社(英語: PST Inc.) は、神奈川県横浜市に本社を置く、音声から病態を分析する機器を研究開発する会社である。

## 概要
2012年2月に設立された、音声から脳神経状態や病態を分析する機器を開発し、医療機器を認定させ、普及させることを事業目標としている会社である。現在は、MIMOSYS®(Mind Monitoring System)という、本人でもなかなか分かりづらい、常に変化している心の状態を声から知ることのできるSDKの提供を主なサービスとしている。

## 沿革
- 2012年2月　PST株式会社設立（東京都千代田区）
- 2012年7月　東京都港区高輪に本社移転
- 2014年9月　東京大学医学部に社会連携講座「音声病態分析学講座」が設立される[1]
- 2017年9月　東京大学工学部に社会連携講座「道徳感情数理工学講座」が設立される[2]

## 受賞・その他
- 2014年11月　神奈川県・横浜市・川崎市が共同で国に提出した「国家戦略特区」に、弊社が取り組んでいる「心のレントゲン®」プロジェクトが盛り込まれる[3]
- 2015年5月　MIMOSYS® が神奈川県「ME-BYO® BRAND」第一号に認定される[4]